# Hopea basilanica
Hopea basilanica är en tvåhjärtbladig växtart som beskrevs av Foxworthy. Hopea basilanica ingår i släktet Hopea och familjen Dipterocarpaceae. Inga underarter finns listade i Catalogue of Life.